# Marathon Electric Vehicles

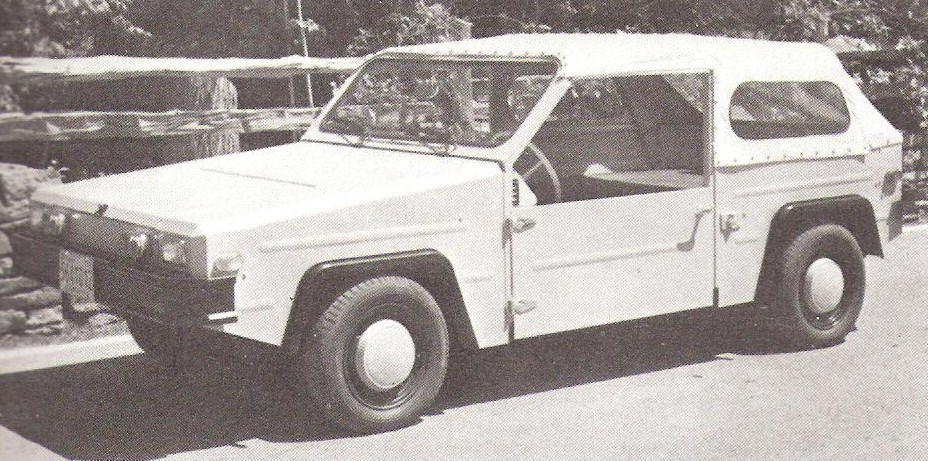
Marathon

Marathon Electric Vehicles Inc. war ein kanadischer Hersteller von Automobilen.

## Unternehmensgeschichte
Das Unternehmen aus dem Montrealer Stadtteil Saint-Léonard begann 1969 mit der Produktion von Golfmobilen. 1976 kamen Personenkraftwagen dazu. Der Markenname lautete Marathon. 1981 endete die Produktion.

## Pkw
Das einzige Modell war der C-300. Die Basis bildete ein Rohrrahmen aus Stahl. Darauf wurde eine offene zweisitzige Karosserie montiert, die wahlweise aus Fiberglas oder aus Stahl bestand. Sie ähnelte dem Jeep. Ein Elektromotor mit 8 PS Leistung trieb die Fahrzeuge an. Die Reichweite war mit 80 km angegeben.
Außerdem stand ein Nutzfahrzeug mit sechs Rädern im Sortiment.